# الأدوار التأهيلية في دوري أبطال إفريقيا 2014
لعبت الأدوار التأهيلية من دوري أبطال أفريقيا 2014 في الفترة بين 7 فبراير و30 مارس 2014، لتحديد الفرق الثمانية المتأهلة لدور المجموعات.

## التوزيع
توزيع الفرق في الدور التمهيدي، الأول والثاني تحدد يوم 16 ديسمبر 2013 في مراكش، المغرب.
توزيع الفرق على الأدوار تحدد حسب تصنيف الكاف لـ5 سنوات للفترة 2009–2013.
الفرق ال58 التالية دخلت التوزيع:
| يبدأ من الدور الأول | يبدأ من الدور التمهيدي |
| --- | --- |
| - الأهلي (57 نقطة) - الترجي (54 نقطة) - تي بي مازيمبي (42 نقطة) - الصفاقسي (26 نقطة) - الهلال (24 نقطة) - كوتون سبورت (21 نقطة) | - إيه سي ليوباردز (21 نقطة) - الملعب المالي (18 نقطة) - الزمالك (14 نقطة) - وفاق سطيف (12 نقطة) - سيوي سبورت (10 نقاط) - إنيمبا (9 نقاط) - المريخ (9 نقاط) - بيريكوم تشيلسي (8 نقاط) - كانو بيلارس (3 نقاط) - الرجاء (3 نقاط) - ديناموز (2 نقطتان) - إي إس فيتا (1 نقطة) - بريميرو دي أغوستو (1 نقطة) - الجيش الملكي - ريال باماكو - ديابل نوار - كابوسكورب - أستريس - أشانتي كوتوكو - نكانا - الأهلي بنغازي - اتحاد دوانس - موتشودي سنتر تشيفز - أسفا ينينغا - فلامبو دو ليست - فولا إيديفيس - كوموروزين - أكونانغي - ديديبيت - اتحاد بيتام - ستيف بيكو - هورويا - أوس بالانتاس - غور مايا - ليولي - باراك يانغ كونترولرز - كنابس سبور - نواذيبو - ليغا موكولمانا - بلاك أفريكا - رايون سبورتس - برايا كروز - ديامبارز - كوت دي أور - دياموند ستارز - كايزر تشيفز - أطلع برة - إمبابان سوالوز - يانغ أفريكانز - أنجيس - كامبالا - كي إم كي إم |

## القواعد
مباريات الأدوار التأهيلية تقتضي مبارتا ذهاب وإياب، إذا تعادل الفريقان في مجموع المباراتين تنتبطق قاعدة الأهداف خارج الديار؛ إذا استمر التعادل، ينتقل الفريقان إلى ركلات جزاء ترجيحية مباشرةً دون اللجوء إلى وقت إضافي.

## الجدول الزمني
الجدول الزمني لكل دور على النحو التالي.
| الدور          | مباراة الذهاب         | مباراة الإياب     |
| -------------- | --------------------- | ----------------- |
| الدور التمهيدي | 7–9 فبراير 2014       | 14–16 فبراير 2014 |
| الدور الأول    | 28 فبراير–2 مارس 2014 | 7–9 مارس 2014     |
| الدور الثاني   | 21–23 مارس 2014       | 28–30 مارس 2014   |

## الدور التمهيدي
يضم الدور التمهيدي الفرق ال52 التي لم تتأهل مباشرة إلى الدور الأول.
| الفريق الأول      | إجم.         | الفريق الثاني        | مباراة الذهاب | مباراة الإياب |
| ----------------- | ------------ | -------------------- | ------------- | ------------- |
| يانغ أفريكانز     | 12–2         | كوموروزين            | 7–0           | 5–2           |
| بيريكوم تشيلسي    | 2–2 (3–0 رج) | أطلع برة             | 2–0           | 0–2           |
| الأهلي            | 4–2          | فولا إيديفيس         | 4–0           | 0–2           |
| غور مايا          | 1–1 (4–2 رج) | اتحاد بيتام          | 1–0           | 0–1           |
| إنيمبا            | 4–3          | أنجيس                | 3–1           | 1–2           |
| الجيش الملكي      | 3–3 (خ د)    | ريال باماكو          | 2–2           | 1–1           |
| أستريس            | 4–0          | أكوانغي              | 3–0           | 1–0           |
| أشانتي كوتوكو     | 2–2 (خ د)    | باراك يونغ كونترولرز | 2–1           | 0–1           |
| سيوي سبورت        | ف/ا          | أوس بالانتاس         | —             | —             |
| ديديبيت           | 3–2          | كي إم كي إم          | 3–0           | 0–2           |
| نواذيبو           | 1–4          | هورويا               | 1–1           | 0–3           |
| الرجاء            | 8–1          | دياموند ستارز        | 6–0           | 2–1           |
| ديابل نوار        | 1–2          | فلامبو دو ليست       | 0–1           | 1–1           |
| وفاق سطيف         | ف/ا          | ستيف بيكو            | —             | —             |
| ديامبارز          | 1–1 (2–4 رج) | أسفا ينينغا          | 1–0           | 0–1           |
| برايا كروز        | 3–7          | الملعب المالي        | 3–2           | 0–5           |
| إيه سي ليوباردز   | 2–2 (خ د)    | رايون سبورتس         | 0–0           | 2–2           |
| بريميرو دي أغوستو | 3–2          | ليولي                | 2–0           | 1–2           |
| كايزر تشيفز       | 4–1          | بلاك أفريكا          | 3–0           | 1–1           |
| ليغا موكولمانا    | 1–0          | نادي كنابس سبور      | 1–0           | 0–0           |
| ديناموز           | 4–1          | موتشودي سنتر تشيفز   | 3–0           | 1–1           |
| فيتا كلوب         | 4–3          | كانو بيلارس          | 3–1           | 1–2           |
| الزمالك           | 3–0          | اتحاد دوانس          | 2–0           | 1–0           |
| كابوسكورب         | 7–2          | كوت دي أور           | 5–1           | 2–1           |
| إمبابان سوالوز    | 4–5          | نكانا                | 2–0           | 2–5           |
| المريخ            | 2–3          | كامبالا سيتي         | 0–2           | 2–1           |

| يانغ أفريكانز                                                                          | 7–0   | كوموروزين |
| -------------------------------------------------------------------------------------- | ----- | --------- |
| مريشو نغاسا 14'، 65'، 68' · نادر هاروب 20' · ديديه كافومباغو 57'، 80' · هاميس كيزا 60' | تقرير |           |

| كوموروزين                                  | 2–5   | يانغ أفريكانز                                                 |
| ------------------------------------------ | ----- | ------------------------------------------------------------- |
| أحمدي حمادي أنلي 41' · إمروينا إسماعيل 77' | تقرير | هاميس كيزا 13' · مريشو نغاسا 22'، 87'، 90' · سايمون مسوفا 37' |

فاز يانغ أفريكانز 12–2 في مجموع المباراتين وتأهل للدور الأول
| بيريكوم تشيلسي                | 2–0   | أطلع برة |
| ----------------------------- | ----- | -------- |
| جاكسون أوسو 53' (ر.جزاء)، 90' | تقرير |          |

| أطلع برة                                      | 2–0   | بيريكوم تشيلسي |
| --------------------------------------------- | ----- | -------------- |
| أحمد آدمز 61' (في نفسه) · بوني مارتن واني 72' | تقرير |                |

ملاحظة: مباراة الإياب لعبت خارج جنوب السودان نظرًا للأوضاع الأمنية.

بعد التعادل في نتيجة المباراتين 2–2. فاز بيريكوم تشيلسي في ركلات الجزاء وتأهل للدور الأول.
| الأهلي بنغازي                                                              | 4–0   | فولا إيديفيس |
| -------------------------------------------------------------------------- | ----- | ------------ |
| إدوارد سادومبا 26'، 87' · عبد الرحمن فيتوري 55' (ر.جزاء) · معتز المهدي 71' | تقرير |              |

| فولا إيديفيس            | 2–0   | الأهلي بنغازي |
| ----------------------- | ----- | ------------- |
| فرانكلن ماتيبي 18'، 63' | تقرير |               |

ملاحظة: لعبت مباراة الذهاب خارج ليبيا نظرًا للأوضاع الأمنية.

فاز الأهلي بنغازي 4–2 في مجموع المباراتين وتأهل للدور الأول.
| غور مايا                   | 1–0   | اتحاد بيتام |
| -------------------------- | ----- | ----------- |
| دان سيرونكوما 76' (ر.جزاء) | تقرير |             |

| اتحاد بيتام       | 1–0   | غور مايا |
| ----------------- | ----- | -------- |
| ديفيد ماسامبا 12' | تقرير |          |

بعد التعادل 1–1 في مجموع المباراتين، فاز غور مايا في ركلات الجزاء وتأهل للدور الأول. .
| إنيمبا                                  | 3–1   | أنجيس                    |
| --------------------------------------- | ----- | ------------------------ |
| سيبي غوار 82'، 90' · كينغسلي سوكاري 85' | تقرير | فينسينت أورودي تشالا 41' |

| أنجيس                                     | 2–1   | إنيمبا              |
| ----------------------------------------- | ----- | ------------------- |
| كودجو لابا 29' · فينسينت أورودي تشالا 80' | تقرير | عبد الرجمن بشير 66' |

فاز إنيمبا 4–3 في مجموع المباراتين وتأهل للدور الأول.
| الجيش الملكي                          | 2–2   | ريال باماكو                            |
| ------------------------------------- | ----- | -------------------------------------- |
| بلال بيات 85' · صلاح الدين عقال 90+6' | تقرير | موسى دومبيا 77' · مختار محمد سيسيه 79' |

| ريال باماكو        | 1–1   | الجيش الملكي        |
| ------------------ | ----- | ------------------- |
| سليمان كوليبالي 5' | تقرير | صلاح الدين عقال 48' |

بعد التعادل 3–3 في مجموع المباراتين، تأهل ريال باماكو للدور الأول وفقًا لقاعدة الأهداف خارج الديار.
| أستريس                                          | 3–0   | أكونانغي |
| ----------------------------------------------- | ----- | -------- |
| فرانك بيدياس ناماتشوا 15' · ريمون فوسو 19'، 78' | تقرير |          |

| أكونانغي | 0–1   | أستريس        |
| -------- | ----- | ------------- |
|          | تقرير | توبي إباه 75' |

فاز أستريس 4–0 في مجموع المباراتين وتأهل للدور الأول. .
| أشانتي كوتوكو                            | 2–1   | باراك يانغ كونترولرز |
| ---------------------------------------- | ----- | -------------------- |
| كوابينا أدوسي 38' (ر.جزاء)، 72' (ر.جزاء) | تقرير | إسحق بوبو 40'        |

| باراك يانغ كونترولرز | 1–0   | أشانتي كوتوكو |
| -------------------- | ----- | ------------- |
| بلامو نيميلي 87'     | تقرير |               |

بعد التعادل 2–2 في مجموع المباراتين، تأهل باراك يانغ كونترولرز  وفقًا لقاعدة الأهداف خارج الديار للدور الأول.
| سيوي سبورت | ألغيت | أوس بالانتاس |
| ---------- | ----- | ------------ |
|            | تقرير |              |

| أوس بالانتاس | ألغيت | سيوي سبورت |
| ------------ | ----- | ---------- |
|              | تقرير |            |

تأهل سيوي سبورت بعد انسحاب أوس بالانتاس.
| ديديبيت                                               | 3–0   | كي إم كي إم |
| ----------------------------------------------------- | ----- | ----------- |
| داويت فيكادو 16' · شيميكيت غوستا 52' · ميشيل جورج 84' | تقرير |             |

| كي إم كي إم                           | 2–0   | ديديبيت |
| ------------------------------------- | ----- | ------- |
| ماوليد كابينتا 3' · مودريك موهيبو 56' | تقرير |         |

فاز ديديبيت 3–2 في مجموع المباراتين وتأهل للدور الأول.
| نواذيبو                | 1–1   | هورويا             |
| ---------------------- | ----- | ------------------ |
| المامي شيخو تراوري 14' | تقرير | دراماني نيكيما 40' |

| هورويا                                                           | 3–0   | نواذيبو |
| ---------------------------------------------------------------- | ----- | ------- |
| موسى كينيدي كايتا 33' · بالا كامارا 90' · علي بادارا سوماه 90+2' | تقرير |         |

فاز هورويا 4–1 في مجموع المباراتين وتأهل للدور الأول.
| الرجاء                                                                        | 6–0   | دياموند ستارز |
| ----------------------------------------------------------------------------- | ----- | ------------- |
| محسن ياجور 8'، 47'، 66'، 82' · عبد الإله الحافيظي 22' · عبد الكبير الوادي 55' | تقرير |               |

| دياموند ستارز      | 1–2   | الرجاء                             |
| ------------------ | ----- | ---------------------------------- |
| كيمسون فافاناه 83' | تقرير | فياني مابيدي 54' · مروان زمامة 90' |

فاز الرجاء 8–1 في مجموع المباراتين وتأهل للدور الأول.
| ديابل نوار | 0–1   | فلامبو دو ليست        |
| ---------- | ----- | --------------------- |
|            | تقرير | باسكال هاكيزيمانا 90' |

| فلامبو دو ليست | 1–1   | ديابل نوار        |
| -------------- | ----- | ----------------- |
| عمر موسى 85'   | تقرير | هاردي بنغويلا 32' |

فاز فلامبو دو ليست 2–1 في مجموع المباراتين وتأهل للدور الأول.
| وفاق سطيف | ألغيت | ستيف بيكو |
| --------- | ----- | --------- |
|           | تقرير |           |

| ستيف بيكو | ألغيت | وفاق سطيف |
| --------- | ----- | --------- |
|           | تقرير |           |

تأهل وفاق سطيف بعد انسحاب ستيف بيكو.
| ديامبارز         | 1–0   | أسفا ينينغا |
| ---------------- | ----- | ----------- |
| سيدينا كايتا 75' | تقرير |             |

| أسفا ينينغا    | 1–0   | ديامبارز |
| -------------- | ----- | -------- |
| داودا نابي 75' | تقرير |          |

بعد التعادل 1–1 في مجموع المباراتين. فاز أسفا ينينغا في ركلات الجزاء وتأهل للدور الأول.
| برايا كروز                             | 3–2   | الملعب المالي            |
| -------------------------------------- | ----- | ------------------------ |
| يائير نونيز 25' (ر.جزاء)، 80' · زي 70' | تقرير | عبد الله سيسوكو 40'، 55' |

| الملعب المالي                                                                            | 5–0   | برايا كروز |
| ---------------------------------------------------------------------------------------- | ----- | ---------- |
| لامين دياوارا 19'، 30'، 73' · عبد الله سيسوكو 26' (ر.جزاء) · موسى دياوارا 90+4' (ر.جزاء) | تقرير |            |

فاز الملعب المالي 7–3 في مجموع المباراتين وتأهل للدور الأول.
| إيه سي ليوباردز | 0–0   | رايون سبورتس |
| --------------- | ----- | ------------ |
|                 | تقرير |              |

| رايون سبورتس                                              | 2–2   | إيه سي ليوباردز                       |
| --------------------------------------------------------- | ----- | ------------------------------------- |
| بوريس موبهيبو إنغونغا 45' (في مرماه) · سيدريك أميسي 45+3' | تقرير | سيزار غاندزي 57' · ماهاماني سيسيه 59' |

بعد التعادل 2–2 في مجموع المباراتين، تأهل إيه سي ليوباردز للدور الأول وفقًا لقاعدة الأهداف خارج الديار.
| بريميرو دي أغوستو                      | 2–0   | ليولي |
| -------------------------------------- | ----- | ----- |
| أمارو 5' · ماتيوس غاليانو دا كوستا 74' | تقرير |       |

| ليولي                                          | 2–1   | بريميرو دي أغوستو  |
| ---------------------------------------------- | ----- | ------------------ |
| تسوانيلو كلويتي 38' (ر.جزاء) · بوكانغ سيلو 82' | تقرير | غويلهيرم أفونسو 5' |

فاز بريميرو دي أغوستو 3–2 في مجموع المباراتين وتأهل للدور الأول.
| كايزر تشيفز                                  | 3–0   | بلاك أفريكا |
| -------------------------------------------- | ----- | ----------- |
| ماندلا ماسانغو 18' · كينغستون نخاتا 32'، 86' | تقرير |             |

| بلاك أفريكا       | 1–1   | كايزر تشيفز        |
| ----------------- | ----- | ------------------ |
| ويلي ستيفانوس 58' | تقرير | كينغستون نخاتا 10' |

فاز كايزر تشيفز 4–1 في مجموع المباراتين وتأهل للدور الأول.
| ليغا موكولمانا    | 1–0   | كنابس سبور |
| ----------------- | ----- | ---------- |
| أبسون مانجاتي 15' | تقرير |            |

| كنابس سبور | 0–0   | ليغا موكولمانا |
| ---------- | ----- | -------------- |
|            | تقرير |                |

فاز ليغا موكولمانا 1–0 في مجموع المباراتين وتأهل للدور الأول.
| ديناموز                                                 | 3–0   | موتشودي سنتر تشيفز |
| ------------------------------------------------------- | ----- | ------------------ |
| واشنطن باكاميسا 48'، 71' (ر.جزاء) · ماسيمبا مامباري 78' | تقرير |                    |

| موتشودي سنتر تشيفز     | 1–1   | ديناموز          |
| ---------------------- | ----- | ---------------- |
| أوناليثاتا تشيكيسو 73' | تقرير | رونالد شيتيو 43' |

فاز ديناموز 4–1 في مجموع المباراتين وتأهل للدور الأول.
| إي إس فيتا                                                             | 3–1   | كانو بيلارس   |
| ---------------------------------------------------------------------- | ----- | ------------- |
| فيرمين ندومبي موبيلي 11' · جاي لوساديسو باسيسيلا 45' · ليما مابيدي 56' | تقرير | ربيعو علي 31' |

| كانو بيلارس                         | 2–1   | إي إس فيتا       |
| ----------------------------------- | ----- | ---------------- |
| كابيرو أومار 67' · عبدول هارونا 70' | تقرير | تادي إتيكياما 3' |

فاز إي إس فيتا 4–3 في مجموع المباراتين وتأهل للدور الأول.
| الزمالك                                    | 2–0   | اتحاد دوانس |
| ------------------------------------------ | ----- | ----------- |
| محمد إبراهيم 35' (ر.جزاء) · مؤمن زكريا 85' | تقرير |             |

| اتحاد دوانس | 0–1   | الزمالك       |
| ----------- | ----- | ------------- |
|             | تقرير | حازم إمام 65' |

فاز الزمالك 3–0 في مجموع المباراتين وتأهل للدور الأول.
| كابوسكورب | 5–1   | كوت دي أور       |
| --- | ----- | ---------------- |
| لامي ياكيني ثيلي 33' · بيدرو دوس سانتوس أنتونيو 43' · أرسينيو سيباستياو 57' · تريسور مبوتو 63' (ر.جزاء) · أنتونيو سيرادو 69' | تقرير | جيرالد باسيت 51' |

| كوت دي أور        | 1–2   | كابوسكورب                           |
| ----------------- | ----- | ----------------------------------- |
| ماركوس لابيشي 88' | تقرير | هابل مافويلا 12' · دانيل ماباتا 80' |

فاز كابوسكورب 7–2 في مجموع المباراتين وتأهل للدور الأول.
| إمبابان سوالوز                               | 2–0   | نكانا |
| -------------------------------------------- | ----- | ----- |
| كودزانايي ماتاندا 61' · فيليكس بادنهورست 66' | تقرير |       |

| نكانا                                                          | 5–2   | إمبابان سوالوز                          |
| -------------------------------------------------------------- | ----- | --------------------------------------- |
| رونالد كامبامبا 19'، 29' (ر.جزاء) · سيمون بواليا 31'، 63'، 77' | تقرير | كودزانايي ماتاندا 5' · ووندر نهليكو 71' |

فاز نكانا 5–4 في مجموع المباراتين وتأهل للدور الأول.
| المريخ | 0–2   | كامبالا                           |
| ------ | ----- | --------------------------------- |
|        | تقرير | هيرمان واسوا 20' · توني أودور 22' |

| كامبالا       | 1–2   | المريخ                            |
| ------------- | ----- | --------------------------------- |
| توني أودور 7' | تقرير | أحمد الباشا 40' · محمد تراوري 76' |

فاز كامبالا 3–2 في مجموع المباراتين وتأهل للدور الأول .

## الدور الأول
تشكل الدور الأول من 32 فريقًا؛ 26 من الدور التمهيدي، والفرق ال6 الباقية تبدأ من هذا الدور حسب توزيع الفرق.
| الفريق الأول         | إجم.         | الفريق الثاني     | مباراة الذهاب | مباراة الإياب |
| -------------------- | ------------ | ----------------- | ------------- | ------------- |
| يانغ أفريكانز        | 1–1 (3–4 رج) | الأهلي            | 1–0           | 0–1           |
| بيريكوم تشيلسي       | 1–3          | الأهلي            | 1–1           | 0–2           |
| غور مايا             | 2–8          | الترجي            | 2–3           | 0–5           |
| إنيمبا               | 2–2 (خ د)    | ريال باماكو       | 1–2           | 1–0           |
| أستريس               | 1–4          | تي بي مازيمبي     | 1–1           | 0–3           |
| باراك يونغ كونترولرز | 3–4          | سيوي سبورت        | 3–3           | 0–1           |
| ديديبيت              | 1–4          | الصفاقسي          | 1–2           | 0–2           |
| هورويا               | 1–1 (5–4 رج) | الرجاء            | 1–0           | 0–1           |
| فلامبو دو ليست       | 1–5          | كوتون سبورت       | 1–0           | 0–5           |
| وفاق سطيف            | 5–0          | أسفا ينينغا       | 5–0           | 0–0           |
| الملعب المالي        | 0–2          | الهلال            | 0–0           | 0–2           |
| إيه سي ليوباردز      | 4–3          | بريميرو دي أغوستو | 4–1           | 0–2           |
| كايزر تشيفز          | 7–0          | ليغا موكولمانا    | 4–0           | 3–0           |
| ديناموز              | 0–1          | فيتا كلوب         | 0–0           | 0–1           |
| الزمالك              | 1–0          | كابوسكورب         | 1–0           | 0–0           |
| نكانا                | 4–3          | كامبالا سيتي      | 2–2           | 2–1           |

| يانغ أفريكانز  | 1–0   | الأهلي |
| -------------- | ----- | ------ |
| نادر حاروب 82' | تقرير |        |

| الأهلي       | 1–0   | يانغ أفريكانز |
| ------------ | ----- | ------------- |
| سيد معوض 71' | تقرير |               |

بعد التعادل 1–1 في مجموع المباراتين. فاز الأهلي في ركلات الجزاء وتأهل للدور الثاني.
| بيريكوم تشيلسي   | 1–1   | الأهلي بنغازي      |
| ---------------- | ----- | ------------------ |
| عوبيد أوسو 90+5' | تقرير | سليمان جاباسون 57' |

| الأهلي بنغازي                       | 2–0   | بيريكوم تشيلسي |
| ----------------------------------- | ----- | -------------- |
| أحمد الزوي 26' · إدوارد سادومبا 37' | تقرير |                |

ملاحظة: لعبت مباراة الإياب خارج ليبيا نظرًا للأوضاع الأمنية.

فاز الأهلي بنغازي 3–1 في مجموع المباراتين وتأهل للدور الثاني.
| غور مايا                                      | 2–3   | الترجي                                                |
| --------------------------------------------- | ----- | ----------------------------------------------------- |
| دان سيرونكوما 13' (ر.جزاء) · هارون شاكافا 77' | تقرير | أحمد العكايشي 25' · يانيك ندجينغ 62' · هيثم جويني 89' |

| الترجي                                                         | 5–0   | غور مايا |
| -------------------------------------------------------------- | ----- | -------- |
| هيثم جويني 45'، 49'، 57' · هاريسون أفول 55' · إدريس مهيرسي 75' | تقرير |          |

ملاحظة: تأجلت مباراة الإياب من يوم 9 مارس 2014 بسبب الأمطار الغزيرة.

فاز الترجي 8–2 في مجموع المباراتين وتأهل للدور الثاني.
| إنيمبا        | 1–2   | ريال باماكو                             |
| ------------- | ----- | --------------------------------------- |
| سيبي غوار 44' | تقرير | مختار محمد سيسيه 64' · أمادو ساماكي 76' |

| ريال باماكو | 0–1   | إنيمبا        |
| ----------- | ----- | ------------- |
|             | تقرير | بالا زاكا 23' |

بعد التعادل 2–2 في مجموع المباراتين، تأهل ريال باماكو للدور الثاني وفقًا لقاعدة الأهداف خارج الديار.
| أستريس                    | 1–1   | تي بي مازيمبي               |
| ------------------------- | ----- | --------------------------- |
| فرانك بيدياس ناماتشوا 75' | تقرير | جوناس ساكوواها 65' (ر.جزاء) |

| تي بي مازيمبي                                                 | 3–0   | أستريس |
| ------------------------------------------------------------- | ----- | ------ |
| ساليف كوليبالي 31' · جوناثان بولينغي 37' · جوناس ساكوواها 50' | تقرير |        |

فاز تي بي مازيمبي 4–1 في مجموع المباراتين وتأهل للدور الثاني.
| باراك يانغ كونترولرز                              | 3–3   | سيوي سبورت                                                 |
| ------------------------------------------------- | ----- | ---------------------------------------------------------- |
| إسحق بوبو 39' · بلامو نيميلي 63' · برنس سايدي 85' | تقرير | بوبكر كوني 9' · كريستيان راؤول كوامي 24' · هيرمان كواو 53' |

| سيوي سبورت     | 1–0   | باراك يانغ كونترولرز |
| -------------- | ----- | -------------------- |
| روجر أسالي 44' | تقرير |                      |

فاز سيوي سبورت 4–3 في مجموع المباراتين وتأهل للدور الثاني.
| ديديبيت          | 1–2   | الصفاقسي                                |
| ---------------- | ----- | --------------------------------------- |
| داويت فيكادو 35' | تقرير | فخر الدين بن يوسف 30' · زياد دربالي 74' |

| الصفاقسي                               | 2–0   | ديديبيت |
| -------------------------------------- | ----- | ------- |
| فخر الدين بن يوسف 61' · غازي شالوف 71' | تقرير |         |

فاز الصفاقسي 4–1 في مجموع المباراتين وتأهل للدور الثاني.
| هورويا               | 1–0   | الرجاء |
| -------------------- | ----- | ------ |
| موسى كينيدي كيتا 27' | تقرير |        |

| الرجاء         | 1–0   | هورويا |
| -------------- | ----- | ------ |
| محسن ياجور 87' | تقرير |        |

بعد التعادل 1–1 في مجموع المباراتين، فاز هورويا في ركلات الجزاء وتأهل للدور الثاني.
| فلامبو دو ليست | 1–0   | كوتون سبورت |
| -------------- | ----- | ----------- |
| حسين شاباني 4' | تقرير |             |

| كوتون سبورت                                                                       | 5–0   | فلامبو دو ليست |
| --------------------------------------------------------------------------------- | ----- | -------------- |
| إفرايم يوسانغيم 21' · داودا كاميلو 28' · موسى سليمانو 72' · روستاند كاكو 77'، 90' | تقرير |                |

فاز كوتون سبورت 5–1 في مجموع المباراتين وتأهل للدور الثاني.
| وفاق سطيف                                                                          | 5–0   | أسفا ينينغا |
| ---------------------------------------------------------------------------------- | ----- | ----------- |
| الهادي بلعميري 18' · حسان عقبي بن حدوش 37'، 42' · رشيد ناجي 69' · أكرم جحنيط 90+4' | تقرير |             |

| أسفا ينينغا | 0–0   | وفاق سطيف |
| ----------- | ----- | --------- |
|             | تقرير |           |

فاز وفاق سطيف 5–0 في مجموع المباراتين وتأهل للدور الثاني.
| الملعب المالي | 0–0   | الهلال |
| ------------- | ----- | ------ |
|               | تقرير |        |

| الهلال                              | 2–0   | الملعب المالي |
| ----------------------------------- | ----- | ------------- |
| مدثر الطاهر 8' · محمد أحمد بشير 69' | تقرير |               |

فاز الهلال 2–0 في مجموع المباراتين وتأهل للدور الثاني.
| إيه سي ليوباردز                                             | 4–1   | بريميرو دي أغوستو |
| ----------------------------------------------------------- | ----- | ----------------- |
| تيكيك نتيلا كاليما 3'، 54' (ر.جزاء) · سيزار غاندزي 30'، 64' | تقرير | أري بابيل 35'     |

| بريميرو دي أغوستو                       | 2–0   | إيه سي ليوباردز |
| --------------------------------------- | ----- | --------------- |
| غويلهيرم أفونسو 3' · أمارو 48' (ر.جزاء) | تقرير |                 |

فاز إيه سي ليوباردز 4–3 في مجموع المباراتين وتأهل للدور الثاني.
| كايزر تشيفز                                                                    | 4–0   | ليغا موكولمانا |
| ------------------------------------------------------------------------------ | ----- | -------------- |
| ناوليدج موسونا 14' · سيفيوي تشابالالا 24' · ماثيو روسيكي 80' · إريك ماثوهو 88' | تقرير |                |

| ليغا موكولمانا | 0–3   | كايزر تشيفز                           |
| -------------- | ----- | ------------------------------------- |
|                | تقرير | ناوليدج موسونا 17'، 25'، 33' (ر.جزاء) |

فاز كايزر تشيفز 7–0 في مجموع المباراتين وتأهل للدور الثاني.
| ديناموز | 0–0   | إي إس فيتا |
| ------- | ----- | ---------- |
|         | تقرير |            |

| إي إس فيتا                 | 1–0   | ديناموز |
| -------------------------- | ----- | ------- |
| تادي إتيكياما 38' (ر.جزاء) | تقرير |         |

فاز إي إس فيتا 1–0 في مجموع المباراتين وتأهل للدور الثاني.
| الزمالك            | 1–0   | كابوسكورب |
| ------------------ | ----- | --------- |
| محمود فتح الله 55' | تقرير |           |

| كابوسكورب | 0–0   | الزمالك |
| --------- | ----- | ------- |
|           | تقرير |         |

فاز الزمالك 1–0 في مجموع المباراتين وتأهل للدور الثاني.
| نكانا                                    | 2–2   | كامبالا                                     |
| ---------------------------------------- | ----- | ------------------------------------------- |
| رونالد كامبامبا 37' · شادريك موسوندا 51' | تقرير | توني أودور 25' · براين ماجويغا 80' (ر.جزاء) |

| كامبالا           | 1–2   | نكانا                                  |
| ----------------- | ----- | -------------------------------------- |
| براين ماجويغا 49' | تقرير | كلود بواليا 31' · كريستوفر مونتالي 59' |

فاز نكانا 4–3 في مجموع المباراتين وتأهل للدور الثاني.

## الدور الثاني
تشّكل الدور الثاني من الفرق ال16 الفائزة في الدور الأول.
يتأهل الفائزون إلى مرحلة المجموعات، بينما ينتقل الخاسرون إلى دور ال16 من كأس الاتحاد الكونفدرالي الأفريقي.
| الفريق الأول    | إجم.      | الفريق الثاني | مباراة الذهاب | مباراة الإياب |
| --------------- | --------- | ------------- | ------------- | ------------- |
| الأهلي          | 4–2       | الأهلي        | 1–0           | 3–2           |
| ريال باماكو     | 1–4       | الترجي        | 1–1           | 0–3           |
| سيوي سبورت      | 2–2 (خ د) | تي بي مازيمبي | 2–1           | 0–1           |
| هورويا          | 0–3       | الصفاقسي      | 0–1           | 0–2           |
| وفاق سطيف       | 2–0       | كوتون سبورت   | 1–0           | 1–0           |
| إيه سي ليوباردز | 1–1 (خ د) | الهلال        | 1–1           | 0–0           |
| فيتا كلوب       | 3–2       | كايزر تشيفز   | 3–0           | 0–2           |
| نكانا           | 0–5       | الزمالك       | 0–0           | 0–5           |

| الأهلي بنغازي      | 1–0   | الأهلي |
| ------------------ | ----- | ------ |
| إدوارد سادومبا 67' | تقرير |        |

| الأهلي                        | 2–3   | الأهلي بنغازي                                                   |
| ----------------------------- | ----- | --------------------------------------------------------------- |
| محمد نجيب 40' · عمرو جمال 75' | تقرير | عبد الرحمن فيتوري 42' (ركلة.) · فرج مبارك 52' · معتز المهدي 58' |

ملاحظة: أقيمت مباراة الذهاب خارج ليبيا نظرًا للأوضاع الأمنية.

فاز الأهلي بنغازي 4–2 في مجموع المباراتين وتأهل لدور المجموعات. الأهلي انتقل لكأس الاتحاد الكونفدرالي الأفريقي.
| ريال باماكو     | 1–1   | الترجي         |
| --------------- | ----- | -------------- |
| موسى دومبيا 78' | تقرير | هيثم جويني 27' |

| الترجي                                                 | 3–0   | ريال باماكو |
| ------------------------------------------------------ | ----- | ----------- |
| هيثم جويني 33' · إيهاب المساكني 53' · هاريسون أفول 84' | تقرير |             |

فاز الترجي 4–1 في مجموع المباراتين وتأهل لدور المجموعات. ريال باماكو انتقل لكأس الاتحاد الكونفدرالي الأفريقي.
| سيوي سبورت                                         | 2–1   | تي بي مازيمبي     |
| -------------------------------------------------- | ----- | ----------------- |
| روجر أسالي 36' · كريستيان راؤول كوامي 85' (ر.جزاء) | تقرير | مبوانا ساماتا 89' |

| تي بي مازيمبي     | 1–0   | سيوي سبورت |
| ----------------- | ----- | ---------- |
| مبوانا ساماتا 66' | تقرير |            |

بعد التعادل 2–2 في مجموع المباراتين، تأهل تي بي مازيمبي وفقًا لقاعدة الأهداف خارج الديار وتأهل لدور المجموعات. سيوي سبورت انتقل لكأس الاتحاد الكونفدرالي الأفريقي.
| هورويا | 0–1   | الصفاقسي              |
| ------ | ----- | --------------------- |
|        | تقرير | فخر الدين بن يوسف 60' |

| الصفاقسي                                  | 2–0   | هورويا |
| ----------------------------------------- | ----- | ------ |
| فخر الدين بن يوسف 11' · محمد علي منصر 26' | تقرير |        |

فاز الصفاقسي 3–0 في مجموع المباراتين وتأهل لدور المجموعات. هورويا انتقل لكأس الاتحاد الكونفدرالي الأفريقي.
| وفاق سطيف            | 1–0   | كوتون سبورت |
| -------------------- | ----- | ----------- |
| الهادي بلعميري 45+2' | تقرير |             |

| كوتون سبورت | 0–1   | وفاق سطيف          |
| ----------- | ----- | ------------------ |
|             | تقرير | الهادي بلعميري 11' |

فاز وفاق سطيف 2–0 في مجموع المباراتين وتأهل لدور المجموعات. كوتون سبورت انتقل لكأس الاتحاد الكونفدرالي الأفريقي.
| إيه سي ليوباردز | 1–1   | الهلال          |
| --------------- | ----- | --------------- |
| رودي ندي 44'    | تقرير | مدثر الطاهر 22' |

| الهلال | 0–0   | إيه سي ليوباردز |
| ------ | ----- | --------------- |
|        | تقرير |                 |

بعد التعادل 1–1 في مجموع المباراتين، تأهل الهلال وفقًا لقاعدة الأهداف خارج الديار وتأهل لدور المجموعات. إيه سي ليوباردز انتقل لكأس الاتحاد الكونفدرالي الأفريقي.
| إي إس فيتا                         | 3–0   | كايزر تشيفز |
| ---------------------------------- | ----- | ----------- |
| فيرمين ندومبي موبيلي 10'، 35'، 47' | تقرير |             |

| كايزر تشيفز                           | 2–0   | إي إس فيتا |
| ------------------------------------- | ----- | ---------- |
| ناوليدج موسونا 9' · مورغان غولد 90+2' | تقرير |            |

فاز إي إس فيتا 3–2 في مجموع المباراتين وتأهل لدور المجموعات. كايزر تشيفز انتقل لكأس الاتحاد الكونفدرالي الأفريقي.
| نكانا | 0–0   | الزمالك |
| ----- | ----- | ------- |
|       | تقرير |         |

| الزمالك                                                                        | 5–0   | نكانا |
| ------------------------------------------------------------------------------ | ----- | ----- |
| أحمد توفيق 20' · مؤمن زكريا 35' · عمر جابر 47' · حازم إمام 60' · أحمد جعفر 70' | تقرير |       |

فاز الزمالك 5–0 في مجموع المباراتين لدور المجموعات. نكانا انتقل لكأس الاتحاد الكونفدرالي الأفريقي.

## روابط خارجية
دوري أبطال أفريقيا 2014، CAFonline.com